# District de Mayfa'at Anss
Le district de Mayfa'at Anss est un district du gouvernorat de Dhamar, au Yémen. En 2003, il avait une population de 60 854 habitants.
Le site archéologique de même nom est situé au sud d'Azzan, près de Naqb al-Hajar, dans le Wadi Habbân.
L'ancienne ville, à son apogée au IIIe siècle av. J.-C., disposait d'un important système d'irrigation. Elle garde ses anciennes murailles, d'avant la prise de Qana par les Himyarites.